# بنز باتينت موتورفاغن
بينز باتينت موتورفاغن: صنعت عام 1886، وتعتبر على نطاق واسع أول سيارة في العالم، وهي سيارة مصممة يتم الدفع فيها عن طريق محرك الاحتراق الداخلي. وكانت التكلفة الأصلية للسيارة في عام 1885 هي: 1,000$ (أي ما يعادل 26,337$ في عام 2015).
منحت السيارة براءة اختراع ألمانية رقم 37435، حيث كشف عنها كارل بنز في 29 يناير 1886. وبعد الإجراءات الرسمية، أصبح تاريخ تقديم الطلب وتاريخ براءة الاختراع مرة واحدة ثم تم منح براءات الاختراع، التي وقعت في نوفمبر من تلك السنة.
على الرغم من أن زوجة بينز (بيرتا بنز)، قامت بتمويل عملية التطوير، ولكن لم يسمح لها التقدم بطلب للحصول على براءة الاختراع حسب القانون الحديث لحقوق براءات الاختراع.
بنز كشف النقاب رسميا عن اختراعه للجمهور في 3 يوليو 1886 في مانهايم.
فازت موتورفاغن بحوالي 25 براءة اختراع بين 1886 و 1893.